# Gallirallus gracilitibia
Gallirallus gracilitibia é uma espécie extinta de ave incapaz de voar da família dos ralídeos encontrada na ilha de Ua Huka, nas Ilhas Marquesas. É conhecida apenas a partir de subfósseis.

## Descoberta
A espécie foi descrita em 2007 a partir de ossos subfósseis recolhidos em 1965 por Yosihiko H. Sinoto e seus colegas no sítio arqueológico Hane Dune na ilha de Ua Huka, nas Ilhas Marquesas na Polinésia Francesa. Estima-se que a datação do local é de cerca de 1350
anos atrás, a partir do início do período de colonização humana da ilha.